# Eulepidotis mustela
Eulepidotis mustela là một loài bướm đêm trong họ Erebidae.